# Microstylum vespertilio
Microstylum vespertilio là một loài ruồi trong họ Asilidae. Microstylum vespertilio được Engel miêu tả năm 1932.